# Tim Jerks
Tim Jerks (ur. w Australii) – australijski trener piłkarski.

## Kariera trenerska
Pracował jako trener działu rozwoju trenerskiego w New South Wales Institute of Sport. W maju 2003 stał na czele reprezentacji Tuvalu. Od 2004 do 2010 pracował na stanowisku głównego trenera reprezentacji Wysp Cooka.